# Movimiento Nacional Unido
El Movimiento Nacional Unido (en georgiano: ერთიანი ნაციონალური მოძრაობა, romanizado: Ertiani Natsionaluri Modsraoba, ENM) es una organización política de Georgia y fue partido gobernante en Georgia desde 2004 hasta 2012.
Fue fundado en octubre de 2001 por Mijeíl Saakashvili, es de derecha y está afiliado al Partido Popular Europeo. Es liberal en cuestiones económicas y defiende la pertenencia de Georgia a la OTAN y a la Unión Europea, al tiempo que se muestra antirruso. 

## Historia
El MNU fue fundado en octubre de 2001 por Mijeíl Saakashvili. Se trata de un partido favorece vínculos más estrechos con la OTAN y la Unión Europea, así como la restauración del control central sobre los separatistas de Abjasia y Osetia del Sur.
Los dirigentes de la MNU se autodefinen como liberal-conservadores. En septiembre de 2007, el partido se convirtió en un miembro observador de la centro-derecha del Partido Popular Europeo (PPE).
Su ideología política se ha trasladado de centro-izquierda a centro-derecha desde la Revolución de las Rosas, y combina políticas económica y cultural con el nacionalismo liberal cívico. Sus principales prioridades políticas incluyen también la mejora de los servicios sociales para los pobres, grupo que constituye su principal apoyo; lucha contra la corrupción y la reducción de obstáculos administrativos para hacer negocios.
Mijeíl Saakashvili y otros dirigentes de la oposición formaron una «Alianza del Pueblo Unido» en noviembre de 2003 para reunir a las Naciones Unidas para el Movimiento, los Demócratas Unidos, la Unión de Solidaridad Nacional y el movimiento juvenil «Kmara» en un suelto alianza contra el gobierno del Presidente Eduard Shevardnadze.
El Movimiento Nacional Unido y sus socios en la oposición desempeñaron un papel central en noviembre de 2003 en la crisis política que concluyó en la dimisión forzada del Presidente Shevardnadze. Los partidos de la oposición impugnaron el resultado de las elecciones parlamentarias de 2003, que los observadores locales e internacionales habían criticado por numerosas irregularidades. Después de la caída de Shevardnadze, el partido unió fuerzas con los demócratas Unidos y la Unión Nacional de Solidaridad para promover a Saakashvili como el principal candidato de la oposición en las elecciones presidenciales del 4 de enero de 2004, que ganó por una abrumadora mayoría.
El Movimiento Nacional Unido y los Demócratas Unidos se unieron el 5 de febrero de 2004. El MNU conserva su nombre pero su facción parlamentaria se llama el Movimiento Nacional – Demócratas.
Mijeíl Saakashvili anunció en mayo de 2008 su confianza en la victoria de su partido en las encuestas parlamentarias en medio de temores de inestabilidad política, y el aumento de las tensiones entre Georgia y Rusia. Los primeros resultados oficiales indicaban que el Movimiento Nacional Unido había conseguido el 63 % de los votos.
Desde la década de 2010, el mayor rival del Movimiento Nacional Unido es el partido Sueño Georgiano del multimillonario Bidzina Ivanishvili, aunque ambos partidos comparten las mismas orientaciones ideológicas. En este contexto, los debates políticos se centran principalmente en las relaciones con Rusia, y ambos partidos se acusan mutuamente de «hacer el juego a Moscú». Las cuestiones sociales están casi ausentes de los discursos y debates políticos.

## Resultados electorales

### Elecciones parlamentarias
|  | 18,74 % |

|  | 67,75 % |

|  | 59,18 % |

|  | 40,34 % |

|  | 27,14 % |

|  | 27,18 % |

### Elecciones presidenciales
|  | 96,00 % |

|  | 54,73 % |

|  | 21,72 % |

|  | 37,74 % |

|  | 40,48 % |